# Austromitra planata
Austromitra planata är en snäckart som först beskrevs av Hutton 1885.  Austromitra planata ingår i släktet Austromitra och familjen Costellariidae. Inga underarter finns listade i Catalogue of Life.